# Сетре, Лассе
Лассе Сетре (норв. Lasse Sætre, р. 10 марта 1974, Осло, Норвегия) — норвежский конькобежец, бронзовый призёр на Олимпийских играх 2002 года на дистанции 10000 метров, бронзовый призёр чемпионатов мира 2003 года на дистанции 10000 метров, член олимпийской сборной Норвегии 1998, 2002 и 2006 годов.